# Carea endophaea
Carea endophaea är en fjärilsart som beskrevs av George Francis Hampson 1905. Carea endophaea ingår i släktet Carea och familjen trågspinnare. Inga underarter finns listade i Catalogue of Life.